# Дор (городской округ Шаховская)
Дор — деревня в городском округе Шаховская Московской области. В деревне действует средняя общеобразовательная школа, детский сад № 13 «Светлячок», Дом культуры.

## Население
| 1859 | 1926 | 2002 | 2006 | 2010 |
| ---- | ---- | ---- | ---- | ---- |
| 344  | ↗645 | ↗686 | ↗772 | ↗779 |

## География
Деревня расположена в южной части округа, у границы с Можайским районом, примерно в 23 км к югу от райцентра Шаховская, на левом берегу реки Малой Иночи, высота центра над уровнем моря 224 м. Ближайшие населённые пункты — Журавлиха на северо-востоке, Подсухино на западе и Дегтяри Можайского района на юго-востоке. Через деревню проходит региональная автодорога 46К-1123 Тверь — Уваровка.
В деревне 5 улиц: Микрорайон, Сиреневая, Центральная, Школьная и Южная, приписано садоводческое товарищество (СНТ) «Малино».
Ходят автобусы до Можайска и до Шаховской.

## Исторические сведения
В 1769 году деревня Дор показана на карте Генерального межевания как деревня Хованского стана Рузского уезда Московской губернии в составе владения Коллегии экономии, ранее Новоиерусалимского монастыря, относившегося к сельцу Высоцкое, Псково тож.
В середине XIX века деревня относилась ко 2-му стану Можайского уезда и принадлежала Департаменту государственных имуществ. В деревне было 48 дворов, 159 душ мужского пола и 177 душ женского.
В «Списке населённых мест» 1862 года Дор — казённая деревня 2-го стана Можайского уезда Московской губернии по левую сторону торгово-просёлочного Гжатского тракта, в 45 верстах от уездного города, при колодцах, с 48 дворами и 344 жителями (177 мужчин, 167 женщин).
В 1886 году — 70 дворов, 416 жителей, лавка и 3 шерсточесальных заведения.
По данным на 1890 год входила в состав Канаевской волости, число душ мужского пола составляло 186 человек.
В 1913 году — 100 дворов.
В 1917 году Канаевская волость была присоединена к Волоколамскому уезду, а в 1924 году ликвидирована согласно постановлению президиума Моссовета, и деревня Дор была включена в состав Серединской волости.
По материалам Всесоюзной переписи населения 1926 года в деревне, центре Дорского сельсовета, проживало 645 человек (295 мужчин, 350 женщин), насчитывалось 135 хозяйств (из них 131 крестьянское), имелась школа.
С 1929 года — населённый пункт в составе Шаховского района Московской области.
1994—2006 гг. — центр Дорского сельского округа Шаховского района.
2006—2015 гг. — деревня сельского поселения Серединское Шаховского района.
2015 г. — н. в. — деревня городского округа Шаховская Московской области.